# SN 2007hi
SN 2007hi – supernowa typu II odkryta 26 sierpnia 2007 roku w galaktyce A171115+2115. W momencie odkrycia miała maksymalną jasność 19,80m.